# Халупники
Халу́пники (пол. chałupnik) − категория зависимых крестьян и городской бедноты в Польше, Великом княжестве Литовском и Австро-Венгерской империи в XVI—XIX вв. Название происходит от польского названия неказистой избы − халупы.

## Возникновение халупников, их существование
Единого крестьянского сословия в Польше и Великом княжестве Литовском не существовало, было несколько сословных групп − халупники, бобыли, кутники, коморники, — малоземельные и совсем безземельные крестьяне, вынужденные зарабатывать на жизнь различного рода промыслами, ремеслом, наёмным трудом на чужой земле. Халупники появились после Уставы на волоки 1557 года, изданной королём Сигизмундом II Августом, когда многие крестьяне потеряли землю и остались лишь с собственным домом (халупой) и небольшим земельным наделом до 3 моргов (приблизительно 0,56 гектара).
Имущество халупников состояло из халупы и мелкого скота. Они не отрабатывали панщину и не платили оброк, но платили помещику за проживание на его земле посединки: 2-4 злотых. В общей структуре населения количество халупников во второй половине XVI века была незначительной − колебалась от 2 до 5 %. В дальнейшем численность халупников росла, и к середине XIX века они уже занимали от 7 до 24 % домохозяйств в селах Украины. Малоземельные халупники в XVII веке слились с тяглыми крестьянами, и уже стали отбывать пешую барщину (пол. pańszczyzna) — 25 дней в году, и другие повинности. После отмены барщины, в целом халупники не получали земли, оставаясь сельскохозяйственными рабочими или отходили в города.